# Банка (Васлуй)
Банка (рум. Banca) — село у повіті Васлуй в Румунії. Входить до складу комуни Банка.
Село розташоване на відстані 246 км на північний схід від Бухареста, 38 км на південь від Васлуя, 96 км на південь від Ясс, 98 км на північ від Галаца.

## Населення
За даними перепису населення 2002 року у селі проживали 1120 осіб, усі — румуни. Усі жителі села рідною мовою назвали румунську.